# Limited Edition Tour CD
Limited Edition Tour CD är den andra EP:n som System of a Down släppte och det skedde under år 2000. Denna EP är en så kallad "promo-EP" och användes för att marknadsföra bandets då kommande turné med Metallica. Live-låtarna spelades alla in den 29 januari 2000 på Fillmore Auditorium i Denver, Colorado

## Låtlista
Alla låtar är skrivna och komponerade av System of a Down, om inte annat anges. 
| Nr | Titel                      | Längd |
| -- | -------------------------- | ----- |
| 1. | Suite-Pee                  | 2:32  |
| 2. | War?                       | 2:41  |
| 3. | Suggestions                | 2:44  |
| 4. | Suite-Pee (Live-version)   | 2:50  |
| 5. | War? (Live-version)        | 4:50  |
| 6. | Suggestions (Live-version) | 3:01  |